# コニファーフォレスト
コニファーフォレストは、山梨県富士吉田市にある富士急行所有のスケート場、野外コンサートホール。

## 概要
1986年（昭和61年）に開催されるかいじ国体冬季スピードスケート会場として、国道139号を挟んだ富士急ハイランドの南側にクラブハウス付全周400mのスケートリンクが整備され、冬季大会開会式が行われた1月28日に開園した。
かいじ国体で使用された後は主に富士急行スピードスケート部が練習場と使用しており、アルベールビル女子500m銅メダルの橋本聖子や長野五輪女子500m銅メダル岡崎朋美をはじめ、多くのオリンピック選手をこのリンクで育成した。また、練習日以外は山梨県内の小学校を対象としたスケート教室の開催や、ハイランド内のリンク「クリスタルラグーン」と合わせて一般にも貸し出している。
現在、同スケート部に所属していた橋本聖子の功績を称え『SEIKO-OVAL』（セイコオーバル）の名前が付けられている。また、クラブハウス内には岡崎朋美の功績を称えた「スケートミュージアム」も設置されている。

### コンサート会場として

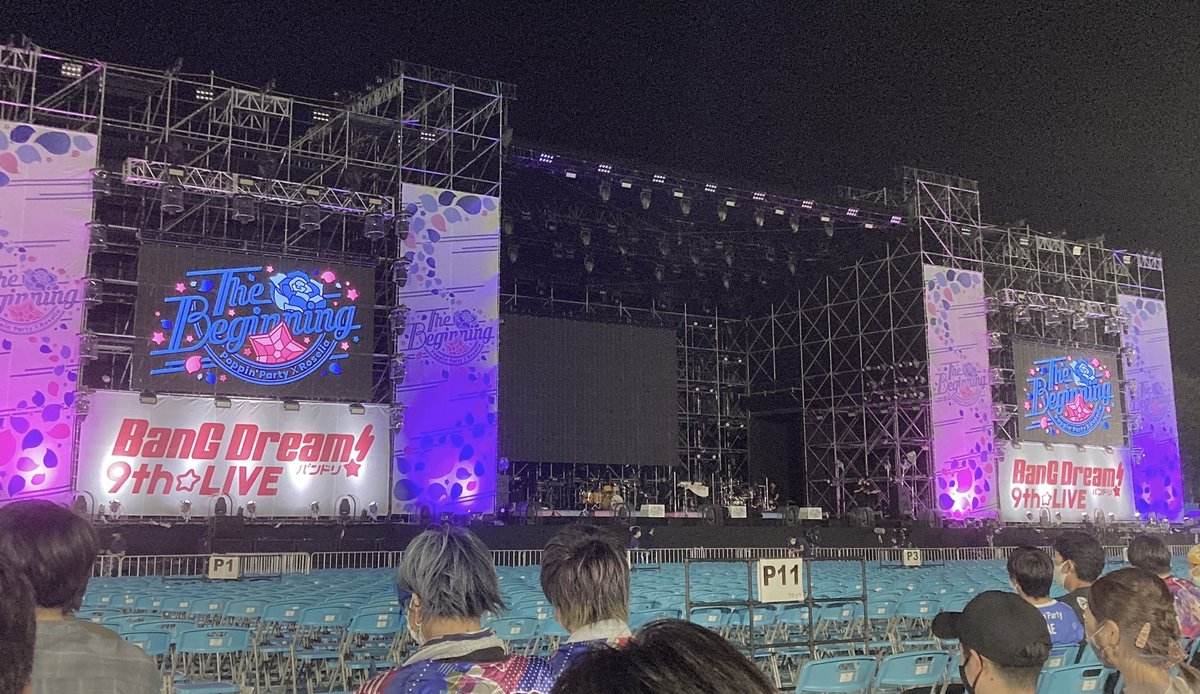
コンサートでの使用例

夏季はリンク化されない一方で、「サウンドコニファー229」と題し、近隣の河口湖ステラシアターと共に大型ライブ等の屋外イベント会場として使用されている。
レゲエジャパンスプラッシュやサマーソニック、オーガスタキャンプなどの大型ロックフェスティバル、ダンスミュージックフェスティバルの会場として開催される、いわゆる「会場貸し」や、大物アーティストのワンマンコンサートなど、様々な形態にて開催される。「気志團万博2006」など、富士急ハイランドという特性を活かしたアミューズメント性の高い音楽イベントも実施されている。20周年目の2008年公演では、富士山近辺という地域を意識し、環境問題を取り上げたフェスティバル「FUJI QUEST 2008」を実施。同じく2008年公演として、テクノ・ハウスミュージックを取り上げた「OTODAMA AFTER PARTY 2008」（テイ・トウワ、Studio Apartment、ケン・イシイ、DAISHI DANCE、RYUKYUDISKO、ブライアン・バートンルイス等出演）を実施。
2010年には、会場が所在する富士吉田市出身のロックバンドフジファブリックのコンサート「フジファブリック presents フジフジ富士Q」が行われた。前年にフロントマンの志村正彦が急逝しており、かつて志村がコニファーフォレストで鑑賞し音楽家を志したという奥田民生らが出演している。
近年では、アニメ・ゲーム・声優系の公演も多くなり、公演時期に合わせ富士急ハイランドでコラボイベントを実施するケースもある。
2011年の公演をもって一旦中断したものの、2013年に再開され、それ以降毎年開催されている。

## 主な使用実績

### 冬季
- 第41回国民体育大会（かいじ国体）冬季スピードスケート会場
- 第56回国民体育大会（かいじきらめき国体）冬季スピードスケート会場
- 第60回国民体育大会（やまなし・ゆめふじ国体）冬季スピードスケート会場
- 第73回国民体育大会（富士の国やまなし国体）冬季スピードスケート会場
- 第81回国民スポーツ大会（日本のひなた宮崎国スポ）冬季スピードスケート会場予定
- 県内主要スケート大会

### 夏季
- 岡村孝子'90（1990年9月1日、3rdライブビデオ『Encore III』に収録）
- 永井真理子「MARIKO NAGAI HERAT BEAT TOUR 1991 - WASH! WASH! WASH! 」(1991年7月27日)
- レゲエジャパンスプラッシュ'94（1994年7月29日）
- J-WALK(1994年7月29日）
- BUCK-TICK「SHAPELESS」（1994年7月31日、8月7日）
- Mr.Children、L⇔R他（1994年8月6日）
- レゲエジャパンスプラッシュ'95（1995年7月22日）
- L⇔R（1995年7月29日）
- NATURAL HIGH（1995年8月6日）
- THE YELLOW MONKEY「TOUR '95 SUMMER SPECIAL "真夏の暴走"」（1995年8月15日）
- 奥田民生、ザ・ベンチャーズ 他（1995年8月19日）
- HOUND DOG（1996年7月28日）
- PENICILLIN（1996年8月3日）
- 徳永英明 他（1996年8月4日）
- 奥田民生 他（1996年8月8日）
- ウルフルズ「バンザイ summer '96」（1996年8月9日）
- TOSHI（1996年8月10日）
- チューリップ「Tulip Special Summer Live 97」(1997年8月2日）
- 中西圭三、谷村有美 他（1997年8月3日）
- MAX（1997年8月9日）
- 高橋克典、貴水博之 他（1997年8月10日）
- FUJIYAMA JAZZ FESTIVAL（1997年8月23日・24日）
- 及川光博「ひとりのビッグ・ショー'98『魔宮の聖戦』」（1998年8月22日）
- PUFFY、相川七瀬 他（1998年8月29日）
- 奥田民生 他（1998年8月30日）
- PIERROT「Dictators Circus Ⅳ -Birth of Newborn Baby-」（1999年7月20日）
- パパパパパフィー（PUFFY）（1999年7月25日）
- マリリン・マンソン、メガデス、PIERROT 他「Beautiful Monsters Tour」（1999年8月7日・8日）
- thee michelle gun elephant 他「OUT OF HELL」（1999年8月9日）
- 山崎まさよし、スガシカオ 他（1999年8月28日）
- 野猿「野猿 夏の集会」（2000年7月22日）
- SADS、PENICILLIN、Dir en grey「SHAKE the BLACK 2000」（2000年8月1日）
- SUMMER SONIC 2000（2000年8月5日・6日）
- HOUND DOG（2000年8月20日）
- Eriko with Crunch「SUPER LIVE 2000 in FUJI」 （2000年8月27日）
- Augusta Camp 2001（2001年7月20日）
- LOUDNESS、BOWWOW 他「HARD ROCK SUMMIT IN FUJI-Q」（2001年7月28日）
- 甲斐バンド、CHAGE and ASKA、HOUND DOG（2001年8月25日）
- 19（ジューク）（2001年8月26日）
- RAG FAIR 他（2002年7月27日）
- 野口健「FUJISAN AID」（2002年8月3日）
- 松浦亜弥（2002年8月17日）
- 小田和正、CHAGE and ASKA「『青春の影』〜K.ODA & CHAGE&ASKA〜」（2003年8月9日）
- モーニング娘。「CONCERT TOUR 2003 〜15人でNON STOP!〜」（2003年8月23日）
- w-inds.「"THE SYSTEM OF ALIVE" Tour 2003」（2003年8月24日）
- 中島美嘉、鬼束ちひろ 他（2003年8月30日）
- Augusta Camp 2004（2004年7月19日）
- 藤木直人「Live Tour ver5.1 〜夏歌ウ者ハ冬泣ク〜」（2004年8月21日）
- Mt.FUJI JAZZ FESTIVAL'04（2004年8月28日～29日）
- Augusta Camp 2006（2006年7月22日）
- 氣志團「氣志團万博 2006 〜極東NEVER RAND 麗舞!麗舞!麗舞!〜」（2006年8月25日・26日）
- L'Arc〜en〜Ciel「Are you ready? 2007 またハートに火をつけろ!」（2007年8月25日・26日）
- the GazettE「GAZEROCK FESTIVAL IN SUMMER 08 [BURST INTO A BLAZE]」（2008年8月23日）
- FUJI QUEST 2008 -今、私たちにできること-（2008年9月6日）
- 音霊 OTODAMA AFTER PARTY 2008（2008年9月7日）
- AKB48「AKB48 夏のサルオバサン祭り」（2009年9月13日）
- ランティス祭り（2009年9月26日・27日）
- フジファブリック「フジファブリック presents フジフジ富士Q」（2010年7月17日）
- VAMPS「VAMPS LIVE 2010 BEAST」（2010年7月31日・8月1日）
- Acid Black Cherry「ABC Dream Cup 2011」（2011年7月23日）
- ピラメキーノ「ピラメキサマーライブ 2011」（2011年7月31日）
- GRANRODEO「Y・W・F ／(^o^)＼ ヤッホー ワンダホー FUJIYAMA!!」（2013年7月20日）
- GRANRODEO「ROUND GR」（2013年7月21日）
- シド「10th Anniversary TOUR 2013 祈 爆弾低気圧はもうイヤだ! 〜君は知っているかい?横浜スタジアムでの10周年記念ライブは引くくらいの大雨だったんだ…。〜」（2013年8月24日・25日）
- SEKAI NO OWARI「炎と森のカーニバル」（2013年10月12日・13日・14日）
- 水樹奈々「NANA MIZUKI LIVE FLIGHT 2014」（2014年6月1日）
- LiSA「LiVE is Smile Always 〜LiSAMMERLAND〜」（2014年7月20日）
- Alice Nine「10th Anniversary Live『NEVER ENDING UNIVERSE』」
- SEKAI NO OWARI「TOKYO FANTASY」（2014年10月4日・5日[注釈 1]）
- アヴィーチー「#TRUE TOUR」（2014年10月11日）[注釈 2]
- ももいろクローバーZ「西へ、東へ、ペンギン村キャラバン スペシャルライブ」（2015年7月5日）
- SPYAIR「JUST LIKE THIS 2015」（2015年8月8日）
- AAA「AAA 10th Anniversary SPECIAL 野外LIVE in 富士急ハイランド」（2015年9月21日・22日・23日）
- アヴィーチー（2015年10月10日、11日）][注釈 3]
- SPYAIR「JUST LIKE THIS 2016」（2016年7月30日）
- 私立恵比寿中学「エビ中 夏のファミリー遠足 略して ファミえん」（2016年8月20日）
- Augusta Camp 2016（2016年9月17日）
- Original Entertainment Paradise「-おれパラ- 10th Anniversary 〜ORE!!SUMMER〜」（2017年7月15日・16日）
- 欅坂46、けやき坂46「欅共和国2017」（2017年7月22日・23日）
- SPYAIR「JUST LIKE THIS 2017」（2017年7月29日）
- the GazettE「LIVE IN SUMMER 17『BURST INTO A BLAZE 3』」（2017年8月19日）
- Augusta Camp 2017（2017年9月23日）
- SEKAI NO OWARI「全国野外ツアー 2018 INSOMNIA TRAIN」（2018年5月25日 - 27日・6月1日 - 3日）
- ツキノ芸能プロダクション「TSUKIPRO LIVE 2018 SUMMER CARNIVAL」（2018年6月17日）
- 欅坂46、けやき坂46「欅共和国2018」（2018年7月20日・21日・22日）
- SPYAIR 「JUST LIKE THIS 2018」（2018年7月28日）
- Augusta Camp 2018 -20th Anniversary-（2018年9月23日）
- 欅坂46「欅共和国2019」（2019年7月5日・6日・7日）
- SPYAIR「JUST LIKE THIS 2019」（2019年7月27日）
- Roselia 「Flamme」・「Wasser」（2019年8月3日・4日）
- DISH// 「SUMMER AMUSEMENT'19［Junkfood Atrraction］（2019年8月18  日）
- After the Rain 「After the Rain 2019 〜真夏のそらまふ大発生‼︎＠富士急ハイランド〜」（2019年8月24日・25日）
- Augasta Camp 2019（2019年9月15日）
- BanG Dream!「BanG Dream! 8th☆LIVE」（2020年8月21日・22日・23日）
- THE IDOLM@STER MILLION LIVE! 7thLIVE Q@MP FLYER!!! Reburn（2021年5月22日・23日）
- D4DJ D4 FES. -Be Happy- REMIX（2021年5月29日） [3]
- ARGONAVIS LIVE 2021 JUNCTION A-G（2021年5月30日） [4]
- 櫻坂46、日向坂46「W-KEYAKI FES. 2021」（2021年7月9日・10日・11日）
- SPYAIR「JUST LIKE THIS 2021」（2021年7月17日）
- BanG Dream!「BanG Dream! 9th☆LIVE｣（2021年8月21日・22日・9月4日・5日）
- =LOVE、≠ME「イコノイフェス 2021」（2021年10月9日）
- =LOVE、≠ME、≒JOY「イコノイジョイ 2022」（2022年7月3日）
- 櫻坂46、日向坂46「W-KEYAKI FES. 2022」（2022年7月21日・23日、8月19日・20日）
- DISH// SUMMER AMUSEMENT '22 -PLANET-（2022年8月27日）
- SUPER BEAVER 「都会のラクダ SP 〜 真夏のフジQ、ラクダにっぽんいち 〜」（2023年7月22日・23日）
- =LOVE、≠ME、≒JOY「イコノイジョイ 2023」（2023年7月29日・30日）
- SPYAIR「JUST LIKE THIS 2023」（2023年8月11日）
- 関ジャニ∞『KANJANI∞ 20FES 〜前夜祭〜』（2023年9月9日）
- ㊇ 乱舞野外祭（すえひろがり らんぶやがいまつり）（2023年9月17日 - 24日）
- =LOVE、≠ME、≒JOY「イコノイジョイ 2024」（2024年9月28日）

## 所在地
- 山梨県富士吉田市松山
  - 本来の所在地は上記のとおりであるが、ハイランドの施設に含まれるため、富士急行公式では「富士吉田市新西原5丁目6番地1号」と表記されている。

## アクセス
- バスターミナルのある富士急ハイランド第一入園口から、国道139号を跨いだ高架橋を渡ると当地となる。
- 富士急行線富士急ハイランド駅からの場合は間にハイランドの本園があるが、ハイランドは入園のみであれば無料であるため、営業時間中は無料入園券で通行できる（ただし入場時には荷物検査や顔登録が必要）。
  - ハイランド営業開始前・営業終了後の場合は閉鎖されているため、大幅に迂回する必要がある。
  - ライブ終演直後は閉園時間中の園内を通行できるように手配されることがある。
- 車で来場の場合コニファーフォレスト側にも駐車場があるが（施設内2000台、臨時駐車場1500台）[5]、「サウンドコニファー229」が開催される場合はすぐ満車になるため、主催者の富士急エンタープライズは各地からのツアーバスや公共交通機関を利用することを勧めている。
  - 来場者が近隣店舗に無断駐車をしたことにより、店舗の利用者が駐車できなくなるなどのトラブルも発生しており[5]、2022年8月には来場者の無断駐車に対し飲食店がライブを行ったグループのファンを非難する看板を掲示したことで物議を醸す事態ともなった[6]。